# Edward William Binney
Edward William Binney (* 1812 in Morton (Nottinghamshire); † 19. Dezember 1881 in Manchester) war ein britischer Paläobotaniker und Geologe. Sein offizielles botanisches Autorenkürzel lautet „Binney“.
Binney begann als Anwalt in Chesterfield, zog 1836 nach Manchester, wo er den Anwaltsberuf aufgab und sich der Geologie zuwandte. 1838 war er einer der Gründer der Manchester Geological Society und einer ihrer Sekretäre in ehrenamtlicher Funktion und 1857 und 1865 deren Präsident. Außerdem war er Sekretär und Präsident der Literary and Philosophical Society of Manchester.
Er befasste sich mit der Geologie der Umgebung von Manchester, von Yorkshire und Lancashire (besonders aus dem Karbon und Perm) und mit dortigen Kohlevorkommen und den darin vorkommenden Pflanzenfossilien und veröffentlichte eine Monographie über fossile Pflanzen des Karbon. Mit Joseph Dalton Hooker beschrieb er 1855 als Erster Torfdolomit (Coal Balls).
1856 wurde er Fellow der Royal Society. Seine große Fossiliensammlung ging an das Owen College in Manchester.

## Schriften
- Observations on the Structure of Fossil Plants found in the Carboniferous Strata. 4 Teile. Palaeontographical Society, London 1868–1875;
  - Teil 1: Calamites and Calamodendron. 1868, (Digitalisat);
  - Teil 2: Lepidostrobus and some allied cones. 1871, (Digitalisat);
  - Teil 3: Lepidodendron. 1872, (Digitalisat);
  - Teil 4: Sigillaria and Stigmaria. 1875, (Digitalisat).